# Lindblad (cratera)

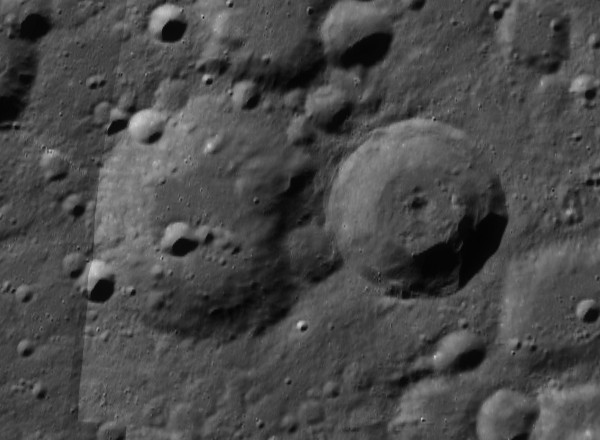
Mosaico LRO de Lindblad (esquerda) e Lindblad F (direita)

Lindblad é uma antiga cratera de impacto lunar localizada no outro lado da Lua , um pouco além do limbo noroeste.  Esta formação está localizada a sudeste da cratera Brianchon e a nordeste de Cremona.
O detalhe fino ao longo da borda desta cratera foi desgastado por uma história de impactos menores, deixando apenas uma depressão de bordas redondas na superfície.  O impacto mais recente Lindblad F se introduz ligeiramente na borda leste, e várias pequenas crateras se encontram ao longo da borda norte e sudoeste.  A superfície interior é marcada por uma formação de craterlets adjacentes a sul e sudoeste do ponto médio.

## Crateras satélites
Por convenção, essas características são identificadas em mapas lunares, colocando a letra ao lado do ponto médio da cratera mais próximo de Lindblad.
| Lindblad | Latitude | Longitude | Diâmetro |
| -------- | -------- | --------- | -------- |
| F        | 70,6 ° N | 94,3 ° W  | 42 km    |
| S        | 69,7 ° N | 104,9 ° W | 25 km    |
| Y        | 73,0 ° N | 101,2 ° W | 28 km    |